# Fragaria (település)
Fragaria az Amerikai Egyesült Államok északnyugati részén, Washington állam Kitsap megyéjében elhelyezkedő önkormányzat nélküli település.

## Jellemzői
Fragaria postahivatala 1911 és 1955 között működött. A település nevét az eper növénynemzetségről kapta.

## Fordítás
Ez a szócikk részben vagy egészben  a   Fragaria, Washington című angol Wikipédia-szócikk ezen változatának fordításán alapul.  Az eredeti cikk szerkesztőit annak laptörténete sorolja fel. Ez a jelzés csupán a megfogalmazás eredetét és a szerzői jogokat jelzi, nem szolgál a cikkben szereplő információk forrásmegjelöléseként.